# Loca People
«Loca People» —en español «Gente loca»—, es una canción del disc jockey y productor español Sak Noel. Cuenta con la colaboración sin acreditar de la cantante neerlandesa Esthera Sarita. Fue lanzado en la mayoría de los países el 24 de junio de 2011, mientras que en el Reino Unido lo fue el 25 de septiembre de 2011. Debutó en el número uno en el UK Singles Chart el 2 de octubre de 2011, fue el primer número uno de Sak Noel en el Reino Unido.

## Vídeo musical
Fue filmado por Martin Roger Solé y fue dirigido por Sak Noel. Se rodó en Barcelona, España y en el club "Millennium & Cosmic Club" de Gerona. El propio Noel aparece en el vídeo, acompañado por Desirée Brihuega. Se pueden ver escenas filmadas dentro del club y también con público al aire libre.

## Lista de canciones
- Descarga digital[2]

1. "Loca People (What the F***!)" (Radio Edit) (Explicit) – 3:36

- Digital EP en Estados Unidos[3]

1. "Loca People" (Radio Edit) – 3:35
2. "Loca People" (Original Mix) – 5:40

- Sencillo en CD en Alemania[4]

1. "Loca People (What the F***!)" (Radio Edit) (Explicit)
2. "Loca People (What the F***!)" (Explicit)

- Descarga digital en el Reino Unido[5]

1. "Loca People" (UK Radio Edit) – 2:13
2. "Loca People" (Radio Edit)
3. "Loca People" (Original Mix)
4. "Loca People" (Liam Keegan Radio Edit)
5. "Loca People" (Liam Keegan Remix)
6. "Loca People" (XNRG Mix)
7. "En Verano Todos Locos"
8. "Loca People" (Ft. Pitbull & Sensato)

## Posicionamiento en listas y certificaciones
| Lista (2011)                          | Puesto |
| ------------------------------------- | ------ |
| Alemania (Offizielle Deutsche Charts) | 4      |
| Austria (Ö3 Austria Top 40)           | 1      |
| Bélgica (Flandes) (Ultratop 50)       | 1      |
| Bélgica (Valonia) (Ultratop 50)       | 4      |
| Canadá (Hot 100)                      | 40     |
| Dinamarca (Tracklisten)               | 1      |
| España (Top 100 Canciones)            | 47     |
| Estados Unidos (Hot Dance Club Songs) | 37     |
| Finlandia (OFC)                       | 4      |
| Francia (SNEP)                        | 12     |
| Hungría (Dance Top 40)                | 4      |
| Irlanda (IRMA)                        | 14     |
| México (Billboard Mexican Airplay)    | 43     |
| México (Anglo Monitor Latino)         | 17     |
| Noruega (VG-lista)                    | 6      |
| Países Bajos (Dutch Top 40)           | 1      |
| Polonia (Dance Top 50)                | 1      |
| Reino Unido (UK Singles Chart)        | 1      |
| Reino Unido (UK Dance Chart)          | 1      |
| República Checa (Rádio Top 100)       | 23     |
| Rumania (UPFR)                        | 2      |
| Suecia (Sverigetopplistan)            | 5      |
| Suiza (Schweizer Hitparade)           | 2      |

| Lista (2011)                    | Posición |
| ------------------------------- | -------- |
| Alemania (German Singles Chart) | 44       |
| Polonia (Polish Dance Chart)    | 1        |
| Suiza (Swiss Singles Chart)     | 30       |

| País        | Organismo certificador | Certificación | Ref.   |
| ----------- | ---------------------- | ------------- | ------ |
| Alemania    | BVMI                   | Oro           | [ 32 ] |
| Austria     | IFPI Austria           | Oro           | [ 33 ] |
| Bélgica     | BEA                    | Oro           | [ 34 ] |
| Canadá      | Music Canada           | Platino       | [ 35 ] |
| Dinamarca   | IFPI                   | Platino       | [ 36 ] |
| Italia      | FIMI                   | Oro           | [ 37 ] |
| Reino Unido | BPI                    | Plata         | [ 38 ] |
| Suiza       | IFPI                   | Oro           | [ 39 ] |

## Historial de lanzamientos
| País           | Fecha                    | Formato          | Discográfica                 |
| -------------- | ------------------------ | ---------------- | ---------------------------- |
| Dinamarca      | 31 de mayo de 2011       | Descarga digital | Blanco Y Negro Music         |
| Estados Unidos | 28 de junio de 2011      | Descarga digital | Ultra Records                |
| Alemania       | 29 de julio de 2011      | Descarga digital | Sony Music Entertainment     |
| Alemania       | 26 de agosto de 2011     | Sencillo en CD   | Sony Music Entertainment     |
| Irlanda        | 24 de septiembre de 2011 | Descarga digital | 3 Beat, All Around the World |
| Reino Unido    | 25 de septiembre de 2011 | Descarga digital | 3 Beat, All Around the World |